# 스즈키 게이시
스즈키 게이시(일본어: 鈴木 啓示, 1947년 9월 28일 ~ )는 일본의 전 프로 야구 선수이자 야구 지도자, 야구 해설가·평론가이다.
별명은 ‘쿠사’(クサ), 혹은 ‘스즈’(スズ, 鈴). 좌우명은 ‘초혼’(草魂 소우콘[*]).

## 인물

### 프로 입단 전
원래는 오른손잡이였으며 네 살 때에 오른팔이 골절됐을 때 프로 야구 선수로 키우고 싶다는 아버지의 의향으로 왼손잡이로 교정됐다. 이쿠에이 고등학교에 재학 중이던 1964년 2학년 때 하계 고시엔 효고 현 예선에서 결승에 진출했지만 시바이케 히로아키 투수를 앞세운 다키가와 고등학교에게 0대 1로 패했다. 이듬해 1965년 춘계 야구 대회(제37회 선발 고등학교 야구 대회)에 출전하여 2차전(첫 경기)에서 도쿠시마 상업고등학교의 도시미쓰 다카아키 투수(닛폰 생명)에게 막혀서 1대 3으로 졌다. 같은 해 하계 효고 현 예선 결승에서는 호토쿠가쿠엔 고등학교와 맞대결을 펼쳐 에이스 투수인 다니무라 도모히로와 투수전을 펼친 끝에, 0대 1로 끝내기 패배를 당해 하계 고시엔 대회 출전은 무산됐다.

### 프로 야구 선수 시절

#### 입단 초기 ~ 1977년
이쿠에이 고등학교를 졸업하고 1965년 프로 야구 드래프트 2순위로 긴테쓰 버펄로스에 입단, 당초에는 한신 타이거스의 1순위 지명이 유력하다고 했지만 한신은 스즈키를 지명하지 않았다(이시도코 미키오를 지명). 신인이던 1966년에 올스타전에 출전하여 같은 좌완 투수이자 대선배이던 가네다 마사이치(당시 요미우리 자이언츠 소속)에게 커브를 던지는 방법을 배울려고 하자 ‘배우고 싶으면 돈을 갖고 와라’는 말을 듣고 그때까지의 존경심에서 일전하여 적개심을 불태우게 된다. 가네다가 롯데 오리온스의 감독이었던 1973년부터 1978년까지의 6시즌은 롯데전 통산 26승 8패의 좋은 성적을 남길 정도로 ‘롯데 킬러’가 됐다.
입단 1년째인 1966년에 10승, 이후 15년 연속 두 자릿수 이상 승리, 다음 시즌부터는 5년 연속 20승 이상(67년 20선발승, 69년 23선발승으로 선발 20승 기록)을 올리는 등 긴테쓰의 에이스 투수로 군림했다. 1968년 8월 8일 도에이 플라이어스와의 경기(닛폰 생명 구장)에서 노히트 노런을 달성했고 1969년에 시즌 24승을 기록하여 다승왕 타이틀을 석권했다. 1971년 9월 9일 니시테쓰 라이온스와의 경기(닛폰 생명 구장)에서는 통산 두 번째의 노히트 노런을 기록했다. 젊은 시절에는 에나쓰 유타카와 함께 ‘센트럴의 에나쓰, 퍼시픽의 스즈키’라고 불릴 정도로 탈삼진이 많은 투수였다. 1967년부터 1972년에 걸쳐 6년 연속으로 최다 탈삼진을 기록했지만(에나쓰도 똑같은 기간에 6년 연속 최다 탈삼진을 기록) 1972년경부터 탈삼진수가 절반으로 감소돼 투구 내용의 질도 점점 저하되기 시작했다. 스즈키 본인은 당시 상황을 이렇게 회상했다.

입단 당초에는 제구력이 없었다. 1년째의 개막 직후에는 볼넷이 연발하면서 2군에 내려갔던 적도 있었다. 제구력을 익히게 된 것은 닛폰 생명 구장의 덕택이었다. 홈런을 경계헤서 낮게 투구해야 한다는 것을 구장이 가르쳐 줬고 두 차례의 노히트 노런 달성은 닛폰 생명 구장이 준 포상이었다.

그 후 1974년에 감독으로 취임한 니시모토 유키오의 지도에 따라 힘으로 밀어붙이는 직구 중심의 투구를 고치면서 제구와 볼배합을 중시하는 두뇌적인 피칭을 구축해 나갔다. 처음에는 니시모토에게 불만을 느낄 정도로 거세게 반발해 1974년 시즌 종료 후 팀내 주포였던 도이 마사히로가 트레이드됐을 때 ‘다음은 내 차례’라는 생각에 한신의 요시다 요시오 감독에게 트레이드를 지원한다는 전화를 건 적도 있었다. 1975년 3월에 열린 한신과의 시범 경기에서 4이닝 4실점으로 강판되자 니시모토는 “저쪽 투수(야마모토 가즈유키)를 조금이라도 본받아라!”하고 벤치에서 격노하는 등 호되게 질책했다. 그러나 마침내 니시모토는 자신과 팀을 진심으로 생각하고 있음을 깨닫고 나서는 감독의 지도를 순순히 받아들였다. 그 해에는 4년 만에 20승 이상을 올리면서 평균 자책점도 2.26의 좋은 성적을 남겼다. 탈삼진수는 감소했지만 불필요한 볼넷과 실점도 역시 줄어들었다. 이 무렵부터 포수인 아리타 슈조와 배터리를 짜면서 콤비를 이루게 됐고 1977년에는 통산 200승을 달성함과 동시에 20승으로 최다승을 남겼다.

#### 1978년 ~ 1983년
이듬해 1978년에는 25승(모두 선발)(67년(20선발승), 69년(23선발승)에 이어 3번째 선발 20승)을 기록하여 2년 연속 다승왕 타이틀을 석권했고, 평균 자책점도 2.02로 최우수 평균 자책점 타이틀을 획득했는데 25승은 52년 프랜차이즈 제도 시행 후 포함한 역대 NPB 좌완 최다 선발승 기록으로 남아 있다. 또한 그 해에 당시 일본 프로 야구 신기록이었던 10경기 연속 완투승을 기록했는데 훌륭한 투구에 힘입어 왕년의 강속구가 되살아나면서 최다 탈삼진과 최다 완봉승도 동시에 기록하는 등 ‘투수 부문 5관왕’을 달성한 선수 가운데 승률을 제외한 4개 부문에서 리그 최고 성적을 남겼다. 같은 해에 스즈키를 끝으로 일본 프로 야구에 25승을 기록한 투수는 현재까지도 나온 바 없다. 그해 9월 23일, ‘이기면 후기 우승’을 놓고 한큐 브레이브스와의 최종전(‘후지이데라 결전’이라고도 불린다)에서 상대 투수인 야마다 히사시와 투수전을 펼쳤지만 그 후 한큐에게 역전 우승을 내주면서 3년 만에 후기 우승을 놓쳤다. 경기 후 사퇴할 뜻을 내비친 니시모토 감독에 대해 스즈키는 “감독직에서 물러나지 말아주십시오! 저희들을 버리지 마십시오”라고 절규했다. 다른 선수들도 이에 동참하여 니시모토는 유임됐고 이듬해인 1979년에 비원의 첫 우승을 달성한 데 이어 그 다음해인 1980년에도 리그 우승을 달성하는 영예를 안았다.
위에서 말한 내용 이외에도 여러 에피소드가 있는데 일본 시리즈 우승이 걸린 1980년 일본 시리즈 7차전에서는 긴테쓰가 앞서가던 상황에서 구원 등판했다가 패전 투수가 됐고 ‘남은 네 경기 중 두 번만 승리하면 우승’이었던 1969년 종반 한큐와의 4연전 첫 경기 때는 선취점을 내주고 5회에 마운드에서 내려왔다(이 경기는 긴테쓰의 패배로 끝났지만 스즈키는 패전을 면했다). 한편, 1975년 후기 우승이 걸린 한큐와의 경기에서는 3점을 앞서 있던 8회부터 구원 등판하여 헹가래 투수가 됐고 ‘비기기만 해도 상대팀에게 우승’이 돌아갔던 1980년 닛폰햄 파이터스와의 후기 최종전에서는 던진 공을 얻어맞았음에도 소속팀의 타선이 상대 투수인 기다 이사무를 무너뜨리고 승점을 올리면서 후기 우승을 이끌었다. 또한 긴테쓰가 연속 우승한 1979, 1980년 플레이오프와 일본 시리즈에서는 모두 2차전에 선발로 나서 승리 투수가 됐다. 특히 일본 시리즈에서는 1979년 2차전에서 완봉 승리, 1980년 2차전에서도 완투 승리과 더불어 좋은 성적을 남겼다. 이것은 스즈키를 1차전보다 2차전에 내보내는 편이 그의 분발심을 자극해 좋은 결과가 나올 것이라고 생각한 니시모토 감독의 판단이 맞아떨어진 셈이다. 더욱이 1975년 플레이오프에서는 1차전에 선발로 나섰다(경기는 긴테쓰가 이겼지만 스즈키에게는 승리가 연결되지 않았다). 니시모토 감독의 최종전이 된 1981년 10월 4일 한큐와의 경기(닛폰 생명 구장) 때는 퇴임하는 니시모토에게 꽃다발을 건네줬다.
1983년, 스즈키 야스지로가 야쿠르트 스왈로스에서 긴테쓰로 이적해 오면서 ‘스즈키’라는 성을 가진 투수가 2명이 됐다. 그러자 전광판이나 신문 등에 ‘鈴木啓’(스즈키 게이)라고 표기되는 것을 싫었던 스즈키 게이시가 “나는 지금까지처럼 ‘스즈키’(鈴木)로 불리고 싶다. 저쪽을 ‘鈴木康’(스즈키 야스)로 하면 될 것 아니냐”라고 말했지만 구단측은 게이시의 뜻을 받아들이지 않고 ‘鈴木啓’로 표기했다. 그러나 훗날 ‘鈴木啓’로 표기됨과 더불어 실황된 중계 방송이나 스포츠 뉴스 등에서 풀네임으로 불리는 기회가 늘어나서인지 “사람들이 내 이름을 정확하게 기억해 주게 됐다”라고 신문과의 인터뷰에서 말하기도 했다.

#### 1984년 ~ 1985년
1984년에 개인 통산 300승을 달성했다. 이때 구단의 주도로 ‘스즈키 투수의 300승을 올리는 날은 몇월 며칠?’라는 팬들에게 예상해 보게 하자는 기획이 있었다고 한다(1983년 시즌 종료 시점에서 앞으로 4승만 올리면 됐기 때문에 1984년 시즌 중의 달성은 확실시되고 있었다). 스즈키의 300승 및 3000탈삼진 달성을 기념해서 그해 12월 9일, 모기업인 긴테쓰에서는 우에혼마치 - 도바 구간에서 특급 ‘소콘호’를 운행했다(이 열차의 담당 승무원이 전원 성이 ‘스즈키’인 사람들로 통일했다는 에피소드도 있다). 그해 공공광고기구(현재의 AC 재팬)의 광고 모델로 발탁돼 ‘던지면 안된데이’(投げたらアカン)라는 말이 유행어 대상을 수상하기도 했다.
이듬해 1985년 7월 9일 닛폰햄 파이터스와의 경기에서 3이닝 만에 강판됐다가 다음날인 7월 10일에 현역에서 은퇴하겠다는 입장을 표명했다. 은퇴를 니시모토 유키오에게 은퇴하기로 했다고 보고하러 갔더니 니시모토로부터 “벌써 눈이 죽었구나. 그동한 수고했다”라고 말했다.
스즈키의 은퇴 소식을 들은 한큐 브레이브스의 우에다 도시하루 감독은 은퇴를 장식할 하이라이트로 올스타전(우에다는 같은 해 퍼시픽 리그 팀의 감독을 맡아 긴테쓰의 홈구장인 후지이데라 구장에서 처음으로 개최될 예정이었다)에 출전할 것을 스즈키에게 제안했으나 정작 본인은 고사했다. 스즈키에 의하면 우에다 감독으로부터 “퍼시픽 리그의 선수 모두가 함께 헹가래를 쳐줄테니까 나와 달라”라는 말을 들었지만 “정말 감사한 이야기이지만 역사가 깊은 올스타전을 나 하나의 무대로 삼아서는 안된다는 마음에 거절했다”고 말했다.
1986년 3월 16일, 한신 타이거스와의 시범 경기에서 스즈키의 은퇴식이 치러졌다. 더욱이 스즈키가 경기에서 사용한 공가운데 소지하고 있는 것은 이 마지막 경기에서 교체됐을 때의 가지고 있는 것 뿐이다. 통산 300승을 달성했을 때도 팀 동료가 양보한 위닝볼을 관중석을 향해 던졌다. 통산 317승은 역대 4위이며(288선발승으로 역대 통산 선발승 1위) 스즈키는 20세기 마지막 300승을 달성한 투수로써 그를 마지막으로 일본 프로 야구에선 300승을 달성한 투수는 더 이상 나타나지 않았다.
현역 시절 등번호 ‘1’번은 1985년 이후 퍼시픽 리그에서 유일한 영구 결번이 됐지만 2004년 시즌 종료 후 긴테쓰와 오릭스의 합병(오릭스 버펄로스가 탄생)에 의해 없어졌다.

### 그 후
골프에 관심이 없었던 현역 시절부터 아사히 방송과 관련된 ABC 골프 클럽의 회원이었다. 은퇴 후에는 아사히 방송에서 중계 해설을 하게 됐으나 어느 날 쓰루오카 가즈토에게서 “이봐, 나와 함께 일하자”라는 제안을 받고 쓰루오카와 같은 방송국인 NHK, 신문사는 스포츠 닛폰과 계약을 맺게 됐다. 은퇴 후에는 NHK 야구 해설자, 스포츠 닛폰의 평론가를 거쳐 1993년부터 1995년 시즌 도중까지 친정팀인 긴테쓰의 감독을 맡았다. 긴테쓰 토박이 선수의 감독 취임은 고다마 아키토시 이래 26년 만이었다. 은퇴 시점에서 사에키 이사무 구단주로부터 “스즈키, 장차 감독이되어 반드시 돌아와라”는 이야기를 들었다고 한다.

#### 긴테쓰 감독 시절
감독으로서의 높은 평가를 받지는 못했고 자기 생각을 부하에게 강요하기만 하는 감독이라는 이미지가 심어졌다. 감독으로 취임한 1993년 스프링 캠프에서 선수들에게 ‘스파이크를 신고 런닝하라’는 지시를 내렸는데 당시 긴테쓰의 컨디셔닝 코치인 다치바나 류지에게 “이 시기(겨울)에 스파이크를 신고 런닝 연습을 하면 다리를 다칠 수 있으니까 하지 않았으면 좋겠다”라고 지적했다. 스즈키는 자신의 경험을 토대로 “야구 선수가 스파이크를 신고 런닝 연습을 하는 건 당연하다”라고 양보하지 않았고 결국 스즈키와 다치바나는 조정 방법을 둘러싸고 갈등을 겪게 되자 그해 시즌 종료 후 다치바나는 퇴단했다. 이와 동시에 다치바나를 신뢰했던 에이스 노모 히데오와 요시이 마사토 등 투수진과의 대립을 촉발하는 계기가 됐다. 그리고 노모와 요시이를 2군으로 강등시킨 결과 1995년 초에 노모는 메이저 리그 팀인 로스앤젤레스 다저스에, 요시이는 야쿠르트로 각각 이적했다. 특히 노모에 대한 스즈키의 비판은 아주 강해서 “노모가 메이저 리그에 진출한 것은 인생 최대의 실수”라고까지 말했다. 그러나 노모가 이적한 것은 스즈키와의 대립 뿐만이 아니라 구단이나 프런트에 대한 불신감도 있었다. 요시이는 “긴테쓰 시절에는 스즈키 게이시 감독으로부터 공이 높다는 이유로 전력에서 제외됐던 적도 있었다”라고 저서에서 밝히기도 했다.
1995년, 개막 이후부터 주력 선수들의 부진과 잇따른 부상 악재가 겹친 탓에 팀은 침체를 겪는 등 결국 시즌 도중에 감독직에서 물러났다. 또한 같은 해 메이저 리그에 이적한 노모가 크게 활약하면서 스즈키에 대한 비난은 매우 강하게 일었다. 에나쓰 유타카는 스즈키와 노모 양쪽 모두 친분이 있어 복잡한 심경을 자신의 저서에서 밝힌 적도 있었다.
가네무라 요시아키는 자신의 저서 《이기는 감독, 지는 보스》에서 스즈키를 ‘최악의 감독’이라고 비판했다. 이 책에서 노모는 “나는 반드시 메이저 리그에서 뛰고 싶어하건 아니었다. 다만 그 감독(스즈키) 아래에선 할 수 없다고 생각했다. 그것 뿐이었다”라고 ‘본심’도 소개했다. 당시 지바 롯데 마린스의 단장이었던 히로오카 다쓰로도 “긴테쓰는 좋은 선수가 많은데 감독과 선수 사이가 좋지 않다는 이야기가 끊이지 않는다. 그렇게 해선 안된다”라고 혹평했다.
오무라 나오유키는 고등학교 후배에 해당한다. 오무라가 출전한 1993년 하계 고시엔 대회의 비디오를 보다가 상대 투수가 견제구를 던지자, “그래, 더 와 봐라”하면서 투수를 도발하는 오무라의 근성이 스즈키의 눈에 들었다. 이에 스즈키는 오무라를 드래프트에 지명하라고 구단 측에 진언했다.
자신의 감독 시절에 대해서 스즈키는 다음과 같이 말했다.
| “ | 역부족이었다. 내가 공을 던지는 기분으로 했으니까, 선수들을 제대로 사용했어야 하는데 오히려 위축시킨 적도 있었다. 지금 생각하면 반성할 것이 너무 많다. 나시(나시다 마사타카를 이렇게 불렀다) 도(코치해서) 도와주려 했지만 그게 안 됐다. | ” |

#### 감독에서 물러난 이후
긴테쓰 감독에서 물러난 이후에는 《NEWS23》에 출연한 비트 다케시가 어느 초밥집에 들어갔는데 스즈키와 도이 쇼조가 서로 위로해 주고 있다는 얘기를 소개했다. 이 뿐만이 아니라 훗날 메이저 리그에서 성공하는 노모를 2군으로 내려보낸 스즈키와, 마찬가지로 나중에 메이저 리그에서 성공하는 이치로를 2군으로 강등시킨 도이는 종종 비교대상에 오른다. 스즈키와 도이 두 사람 모두 이쿠에이 고등학교 출신이다.
2002년에는 야구 명예의 전당에 헌액됐고 2005년 5월, 후지이데라 구장에서 열린 토크쇼에서 “저는 현역 시절에 지도자의 덕을 많이 봤는데도 감독으로서 그 점을 살리지 못했다”라고 토로해 감독 시절에 대한 반성의 뜻을 표했다.
2년 뒤인 2007년, 마에카와 가쓰히코가 뺑소니 혐의로 경찰에 체포된 사건이 발생했는데 스즈키는 언론에 마에카와의 행동에 대해서 다음과 같이 비판했다.
| “ | 마에카와가 한 짓은 말이 안 되고 한심스럽기 짝이 없다. 어떻게 할 수 없는 부끄러운 사건이다. 과거에 같이 한솥밥을 먹었던 긴테쓰의 동료로서 정말 유감스럽고 슬프다. ‘이 바보같은 놈!’이라고 한 마디 해주고 싶다. | ” |

2008년 7월, 긴테쓰 감독 시절에 갈등을 겪었던 노모가 은퇴했을 때 다음과 같이 말했다.
| “ | 대단하게도 야구에, 그리고 투수 자리에 대해 참으로 대단한 열정을 보여줬다. 머리가 수그러지는 생각이 들 정도다. 나는 감독이 되면서 긴테쓰를 떠났지만 메이저 리그에서 노모가 보여줬던 활약은 솔직히 기분 좋았다. 파란만장하게 온갖 숱한 경험을 한 사람일수록 매력이 있는 법이다. 메이저 리그에 진출한 일본 선수들 중에서도 노모와 같은 터프하고 끈기있는 사람은 없었던 것 같다. | ” |

2011년 기준으로, NHK 야구 해설자, 스포츠 닛폰의 야구 평론가를 맡고 있다.

## 플레이 스타일
- 자타가 공히 인정하는 ‘와가마마’(ワガママ,‘제멋대로’라는 뜻이며 스즈키 본인이 인터뷰에서 자주 말하기도 했다)인 성격으로 신인 시절에 합숙소에 있으면 선배의 시중이나 놀이 등에 따라다녀서 제대로 연습을 할 수 없다고 생각하여 곧바로 합숙소를 나와 독신 생활을 시작했다.
- 다른 대형 투수와 같이 하반신 강화를 중시하고 있었다. 원정팀의 구장이 천연잔디 그라운드인 경우에는 선발 등판한 다음날에도 팀과 같이 런닝으로 컨디션 조정을 하고 있었다.
- 또한 직구 승부에만 집착해서 1974년에 감독으로 취임한 니시모토 유키오에게는 “20승도 좋지만 같은 값이면 패를 한 자릿수로 하지 않으면 에이스라고 할 수 없다”, “직구를 힘껏 던져서 맞으면 만족한다는 따위로 말하는 것은 고지식한 행동”이라는 비판을 받았다. 처음에는 반발해서 한신의 요시다 요시오 감독에게 전화로 ‘트레이드해서 잡아달라’며 말할 정도였지만 니시모토 감독이 끈질기게 설득한 결과, 끈기에 진 모양새로 받아들이게 됐다. 그러자 성적도 좋아졌기 때문에 ‘이 아저씨를 따라다니면 괜찮겠다’고 생각하게 됐다.[17]
- 당시의 긴테쓰에는 ‘아리나시 콤비’(ありなしコンビ)라고 불린 아리타 슈조와 나시다 마사타카라는 실력이 팽팽한 두 사람의 포수가 있었지만 스즈키의 등판 경기 때에는 아무리 컨디션이 나빠도 선발에는 아리타가 기용됐다. 다만 스즈키가 개인 통산 300승을 달성할 당시의 포수는 나시다였다. 나시다는 달성하는 순간 스즈키와 얼싸안고 축하해줬지만 “스즈키라면 언제나 아리타가 파트너였는데 ‘나로서도 괜찮을까’라고 묘한 기분이 들었다”라고 술회했다.
- 노무라 가쓰야에 따르면 스즈키는 전형적인 ‘기술자’ 타입의 투수라고 한다. 노무라는 투수에게는 자신이 던지는 공에 절대적인 자신을 갖고 그것을 중심으로 타자를 공략하며 타자와의 줄다리기를 생각하지 않는 가네다 마사이치로 대표되는 ‘기술자’ 타입의 투수와 타자의 심리상태를 읽어들여서 볼배합이나 공략을 조합해가는 이나오 가즈히사로 대표되는 ‘심리학자’ 타입의 투수로 나눌 수 있다고 한다. ‘기술자’ 타입의 투수에게는 가령 감독이 무리한 구원을 부탁해도 ‘자신의 몸을 해치고 싶지 않으니까 싫습니다’라고 해서 받아들이려고 하지 않는 자기중심주의가 있으며, 스즈키는 완전히 그 성격에 맞아떨어진다고 노무라는 지적한다. 자신의 투구 기술을 단련하기 위한 스즈키의 연습은 확실히 아주 엄격한 것이었다는 것을 노무라는 높이 평가하곤 있지만 타인이 볼 수 없는 이러한 일방적인 엄격함이 스즈키가 지도자가 됐을 때 팀 플레이의 경시나 다른 투수의 교육의 곤란함을 가져오는 것은 아닐까라는 지적을 노무라는 스즈키의 현역 시절에 이미 지켜보고 있었다. 결과적으로 스즈키의 감독 시절의 실패에 의해 노무라의 의구심은 적중해 버린 것이다.
- 견제구의 기술이 뛰어나 도루왕이었던 후쿠모토 유타카가 간베 도시오와 나란히 가장 상대하기 싫은 투수로 꼽았다. 후쿠모토는 8mm필름에 의한 투수의 연구에 주력했지만 그 계기는 스즈키·간베를 위한 대책이었다고 한다.
- 통산 317승 가운데 288승이 선발 승리이며 이 기록은 일본 프로 야구 역대 1위 기록이다. 당시 에이스급의 투수는 구원으로 나서는 일도 많은 것이 예사였지만 선발 완투를 특징으로 한 스즈키는 구원을 좋아하지 않았고 구원승은 29승에 그쳤다. 그중 27승이 ‘교체 완료’이며, 구원해서 다시 다른 투수의 구원을 얻어 승리 투수가 된 것은 통산 2회였다. 또한 통산 세이브는 2세이브에 불과했다.
- 한편, 피홈런 560개는 2위(야마다 히사시, 490개)를 크게 따돌리는 역대 1위이며 메이저 리그 기록(제이미 모이어, 511개)을 뛰어넘는 세계 기록이다. 이 기록에 대해서 스즈키는 “남자의 훈장이라고 생각한다. 어떠한 간판 타자에게도 도망가지 않고 승부한 결과 560개나 맞을 때까지 등판되는 투수는 나 자신 밖에 없다”라고 말했다. 통산 78차례의 무볼넷 완투라는 일본 프로 야구 기록도 갖곤 있지만 이것도 “컨트롤도 물론 다졌으나 그 이상 누구에게서도 도망치지 않았던 증거”라고 말했다.
- 레론 리는 스즈키에 대해 “자신이 맞붙은 최고의 좌완 투수였다. 메이저 리그에서도 그 정도의 투수는 없었다. 어떤 타자라도 당당히 승부한다 ”라고 높이 평가했다.

## 상세 정보

### 출신 학교
- 이쿠에이 고등학교

### 선수 경력
- 긴테쓰 버펄로스(1966년 ~ 1985년)

### 지도자 경력
- 긴테쓰 버펄로스 감독(1993년 ~ 1995년 8월 8일)

### 수상·타이틀 경력

#### 타이틀
- 다승왕 : 3회(1969년, 1977년 ~ 1978년)
- 최우수 평균 자책점 : 1회(1978년)
- 최고 승률 : 1회(1975년)
- 최다 탈삼진(당시는 타이틀이 아님) : 8회(1967년 ~ 1972년, 1974년, 1978년) ※퍼시픽 리그에서는 1989년부터 타이틀로 제정됨
- 최다 선발승 : 5회(1967년 20선발승, 1969년 23선발승, 1975년 19선발승, 1977년 19선발승, 1978년 25선발승)

#### 수상
- 베스트 나인 : 3회(1969년, 1975년, 1978년)
- 월간 MVP : 1회(1984년 6월)
- 퍼시픽 리그 플레이오프 우수 선수상 : 1회(1980년)
- 일본 야구 명예의 전당 헌액자(2002년)

### 개인 기록

#### 첫 기록
- 첫 등판 : 1966년 5월 4일, 대 도쿄 오리온스 5차전(도쿄 스타디움), 3회말에 2번째 투수로서 구원 등판, 2와 1/3이닝 3실점
- 첫 탈삼진 : 1966년 5월 17일, 대 도에이 플라이어스 5차전(주니치 스타디움), 3회초에 미야하라 히데아키로부터
- 첫 승리 : 1966년 5월 24일, 대 도에이 플라이어스 8차전(고라쿠엔 구장), 5회말에 3번째 투수로서 구원 등판·마무리, 5이닝 무실점
- 첫 선발·첫 선발 승리·첫 완투 승리·첫 완봉 승리 : 1966년 6월 3일, 대 난카이 호크스 7차전(닛폰 생명 구장)
- 첫 세이브 : 1974년 8월 25일, 대 롯데 오리온스 전기 7차전(미야기 구장), 8회말 2사에 2번째 투수로서 구원 등판·마무리, 1과 1/3이닝 무실점

#### 기록 달성 경력
- 통산 1000탈삼진 : 1970년 4월 29일, 대 한큐 브레이브스 3차전(닛폰 생명 구장), 4회초에 요네다 데쓰야로부터 ※역대 36번째
- 통산 100승 : 1971년 4월 10일, 대 롯데 오리온스 1차전(도쿄 스타디움), 9이닝 3실점(2자책점)으로 완투 승리 ※역대 51번째
- 통산 100선발승 : 1971년 9월 9일, 대 니시테쓰 라이온스 26차전(닛폰 생명 구장), 9이닝 4사사구 노히트노런
- 통산 1500탈삼진 : 1972년 4월 22일, 대 난카이 호크스 2차전(닛폰 생명 구장), 3회초에 니시오카 산시로로부터 ※역대 19번째
- 통산 150승 : 1974년 6월 25일, 대 롯데 오리온스 전기 12차전(고라쿠엔 구장), 9이닝 2실점으로 완투 승리 ※역대 25번째
- 통산 150선발승 : 1975년 9월 3일, 대 롯데 오리온스 후기 9차전(센다이 미야기 구장), 9이닝 1실점으로 완투 승리
- 통산 2000탈삼진 : 1975년 8월 17일, 대 한큐 브레이브스 후기 3차전(닛폰 생명 구장), 5회초에 스미토모 다이라로부터 ※역대 9번째
- 통산 200승 : 1977년 4월 26일, 대 롯데 오리온스 전기 3차전(닛폰 생명 구장), 5회초에 2번째 투수로서 구원 등판·마무리, 5이닝 무실점 ※역대 15번째
- 통산 200선발승 : 1978년 7월 6일, 대 난카이 호크스 후기 3차전(오사카 구장), 9이닝 완봉 승리 ※역대 6번째
- 통산 500경기 등판 : 1978년 4월 1일, 대 크라운라이터 라이온스 전기 1차전(헤이와다이 구장), 9이닝 4실점(3자책점)으로 완투 승리 ※역대 36번째
- 통산 2500탈삼진 : 1979년 4월 19일, 대 닛폰햄 파이터스 전기 1차전(닛폰 생명 구장), 8회초에 가시와바라 준이치로부터 ※역대 6번째
- 통산 250승 : 1979년 9월 20일, 대 난카이 호크스 후기 11차전(닛폰 생명 구장), 9이닝 1실점으로 완투 승리 ※역대 8번째
- 통산 250선발승 : 1982년 9월 10일, 대 한큐 브레이브스 후기 10차전(나고야 구장), 9이닝 2실점으로 완투 승리
- 통산 600경기 등판 : 1981년 7월 12일, 대 닛폰햄 파이터스 후기 4차전(닛폰 생명 구장), 선발 등판하여 5이닝 4실점에서 패전 투수 ※역대 19번째
- 통산 300승 : 1984년 5월 5일, 대 닛폰햄 파이터스 7차전(후지이데라 구장), 9이닝 3실점으로 완투 승리 ※역대 6번째
- 통산 3000탈삼진 : 1984년 9월 1일, 대 난카이 호크스 22차전(오사카 구장), 2회말에 가도타 히로미쓰로부터 ※역대 4번째
- 통산 700경기 등판 : 1985년 6월 4일, 대 난카이 호크스 9차전(닛폰 생명 구장), 선발 등판하여 6이닝 4실점 ※역대 10번째

#### 기타
- 노히트 노런 ※역대 40번째
  - 1968년 8월 8일, 대 도에이 플라이어스 19차전(닛폰 생명 구장) ※역대 48번째
  - 1971년 9월 9일, 대 니시테쓰 라이온스 26차전(닛폰 생명 구장) ※역대 56번째
- 10경기 연속 완투 승리 : 1978년에 달성(당시 일본 기록이며, 현재도 퍼시픽 리그 기록)
- 74경기 무볼넷 경기(1983년 10월 5일, 대 한큐 브레이브스 전, 최종적으로 78경기까지 기록을 늘림)
- 통산 340차례 완투 ※퍼시픽 리그 기록
- 시즌 30차례 완투 : 1978년 ※퍼시픽 리그 기록
- 통산 71차례 완봉 승리 ※퍼시픽 리그 기록
- 시즌 20승 이상 : 8회(1967년 ~ 1971년, 1975년, 1977년, 1978년) ※퍼시픽 리그 타이 기록
- 개막전 선발 투수 : 14회(가네다 마사이치와 대등한 프로 야구 기록)
- 올스타전 출장 : 15회(1966년 ~ 1973년, 1975년 ~ 1978년, 1980년, 1983년 ~ 1984년)

### 등번호
- 1(1966년 ~ 1985년)
- 70(1993년 ~ 1995년)

### 연도별 투수 성적
| 연 도       | 소 속       | 등 판 | 선 발 | 완 투 | 완 봉 | 무 4 구 | 승 리 | 패 전 | 세 이 브 | 홀 드 | 승 률 | 타 자 | 이 닝  | 피 안 타 | 피 홈 런 | 볼 넷 | 고 4 | 몸 맞 | 탈 삼 진 | 폭 투 | 보 크 | 실 점 | 자 책 점 | 평 자 책 | W H I P |
| ----------- | ----------- | ----- | ----- | ----- | ----- | ------- | ----- | ----- | -------- | ----- | ----- | ----- | ------ | -------- | -------- | ----- | ---- | ----- | -------- | ----- | ----- | ----- | -------- | -------- | ------- |
| 1966년      | 긴테쓰      | 46    | 21    | 6     | 3     | 1       | 10    | 12    | --       | --    | .455  | 777   | 189.0  | 163      | 24       | 51    | 5    | 3     | 160      | 3     | 0     | 76    | 67       | 3.19     | 1.13    |
| 1967년      | 긴테쓰      | 44    | 34    | 19    | 4     | 10      | 21    | 13    | --       | --    | .618  | 1085  | 276.0  | 230      | 36       | 42    | 1    | 5     | 222      | 2     | 0     | 99    | 85       | 2.77     | 0.99    |
| 1968년      | 긴테쓰      | 57    | 40    | 18    | 7     | 1       | 23    | 21    | --       | --    | .523  | 1433  | 359.0  | 273      | 41       | 88    | 5    | 9     | 305      | 4     | 0     | 107   | 99       | 2.48     | 1.01    |
| 1969년      | 긴테쓰      | 46    | 39    | 28    | 7     | 6       | 24    | 13    | --       | --    | .649  | 1327  | 330.2  | 265      | 34       | 73    | 8    | 10    | 286      | 1     | 0     | 98    | 92       | 2.50     | 1.02    |
| 1970년      | 긴테쓰      | 45    | 36    | 22    | 3     | 6       | 21    | 14    | --       | --    | .600  | 1256  | 313.2  | 261      | 36       | 77    | 4    | 3     | 247      | 2     | 0     | 105   | 96       | 2.75     | 1.08    |
| 1971년      | 긴테쓰      | 43    | 36    | 25    | 7     | 3       | 21    | 15    | --       | --    | .583  | 1192  | 291.1  | 221      | 39       | 107   | 5    | 8     | 269      | 4     | 0     | 116   | 104      | 3.22     | 1.13    |
| 1972년      | 긴테쓰      | 43    | 31    | 14    | 5     | 0       | 14    | 15    | --       | --    | .483  | 1018  | 242.0  | 213      | 32       | 101   | 7    | 10    | 180      | 2     | 0     | 95    | 92       | 3.42     | 1.30    |
| 1973년      | 긴테쓰      | 30    | 24    | 14    | 4     | 0       | 11    | 13    | --       | --    | .458  | 712   | 171.2  | 127      | 26       | 91    | 3    | 6     | 119      | 3     | 1     | 74    | 65       | 3.40     | 1.27    |
| 1974년      | 긴테쓰      | 36    | 32    | 14    | 3     | 1       | 12    | 15    | 1        | --    | .444  | 934   | 229.0  | 195      | 20       | 68    | 4    | 2     | 141      | 1     | 4     | 90    | 82       | 3.22     | 1.15    |
| 1975년      | 긴테쓰      | 33    | 28    | 18    | 3     | 6       | 22    | 6     | 0        | --    | .786  | 936   | 239.1  | 191      | 22       | 48    | 1    | 3     | 107      | 1     | 0     | 63    | 60       | 2.26     | 1.00    |
| 1976년      | 긴테쓰      | 37    | 31    | 24    | 4     | 6       | 18    | 15    | 0        | --    | .545  | 1052  | 265.2  | 241      | 25       | 43    | 5    | 4     | 129      | 2     | 0     | 89    | 79       | 2.67     | 1.07    |
| 1977년      | 긴테쓰      | 39    | 33    | 24    | 7     | 8       | 20    | 12    | 1        | --    | .625  | 1040  | 267.2  | 225      | 20       | 41    | 3    | 2     | 144      | 1     | 0     | 80    | 70       | 2.35     | 0.99    |
| 1978년      | 긴테쓰      | 37    | 35    | 30    | 8     | 10      | 25    | 10    | 0        | --    | .714  | 1138  | 294.1  | 234      | 21       | 42    | 1    | 7     | 178      | 4     | 0     | 73    | 66       | 2.02     | 0.94    |
| 1979년      | 긴테쓰      | 24    | 19    | 6     | 1     | 0       | 10    | 8     | 0        | --    | .556  | 576   | 134.2  | 148      | 23       | 37    | 0    | 4     | 91       | 2     | 0     | 71    | 66       | 4.40     | 1.37    |
| 1980년      | 긴테쓰      | 26    | 24    | 12    | 2     | 1       | 14    | 8     | 0        | --    | .636  | 735   | 179.0  | 161      | 32       | 52    | 1    | 3     | 100      | 2     | 0     | 86    | 77       | 3.87     | 1.19    |
| 1981년      | 긴테쓰      | 22    | 21    | 8     | 0     | 3       | 5     | 11    | 0        | --    | .313  | 529   | 123.0  | 142      | 17       | 27    | 1    | 2     | 42       | 0     | 0     | 78    | 70       | 5.12     | 1.37    |
| 1982년      | 긴테쓰      | 24    | 24    | 16    | 0     | 5       | 11    | 10    | 0        | --    | .524  | 786   | 190.1  | 199      | 34       | 35    | 2    | 1     | 100      | 0     | 0     | 95    | 79       | 3.74     | 1.23    |
| 1983년      | 긴테쓰      | 28    | 28    | 23    | 3     | 7       | 14    | 11    | 0        | --    | .560  | 920   | 226.0  | 232      | 31       | 30    | 1    | 2     | 101      | 0     | 0     | 105   | 93       | 3.70     | 1.16    |
| 1984년      | 긴테쓰      | 28    | 28    | 17    | 0     | 4       | 16    | 10    | 0        | --    | .615  | 889   | 213.0  | 217      | 30       | 45    | 0    | 5     | 102      | 0     | 0     | 108   | 89       | 3.76     | 1.23    |
| 1985년      | 긴테쓰      | 15    | 13    | 2     | 0     | 0       | 5     | 6     | 0        | --    | .455  | 313   | 65.0   | 91       | 17       | 28    | 1    | 1     | 38       | 0     | 0     | 64    | 57       | 7.89     | 1.83    |
| 통산 : 20년 | 통산 : 20년 | 703   | 577   | 340   | 71    | 78      | 317   | 238   | 2        | --    | .571  | 18648 | 4600.1 | 4029     | 560      | 1126  | 58   | 90    | 3061     | 34    | 5     | 1772  | 1588     | 3.11     | 1.12    |

- 굵은 글씨는 시즌 최고 성적, 붉은색 글씨는 일본 프로 야구 역대 최고 성적.

### 통산 타격 성적
- 824타수 172안타(.209) 13홈런 70타점

### 감독으로서의 팀 성적
| 연도   | 순위 | 경기 | 승리 | 패전 | 무승부 | 승률 | 승차 | 팀 홈런 | 팀 타율 | 팀 평균자책점 | 연령 | 소속   |
| ------ | ---- | ---- | ---- | ---- | ------ | ---- | ---- | ------- | ------- | ------------- | ---- | ------ |
| 1993년 | 4위  | 130  | 66   | 59   | 5      | .528 | 7    | 145     | .258    | 3.62          | 46세 | 긴테쓰 |
| 1994년 | 2위  | 130  | 68   | 59   | 3      | .535 | 7.5  | 169     | .274    | 4.24          | 47세 | 긴테쓰 |
| 1995년 | 6위  | 130  | 49   | 78   | 3      | .386 | 32   | 105     | .234    | 3.97          | 48세 | 긴테쓰 |